# Neoniphon
Los candiles o carajuelos del género Neoniphon son peces marinos de la familia holocéntridos, distribuidos por aguas tropicales del océano Atlántico, el mar Caribe y el Golfo de México, océano Pacífico y océano Índico.

## Descripción
Tienen el cuerpo comprimido lateralmente y de color rojizo con rayas blancas, alcanzando un tamaño corporal máximo de hasta 35 cm. Viven a poco profundidad asociados a arrecifes de coral, aunque también se les puede encontrar a más profundidad.

## Especies
Existen cinco especies válidas en este género:
- Neoniphon argenteus (Valenciennes, 1831) - Candil plateado
- Neoniphon aurolineatus (Liénard, 1839) - Candil de rayas doradas
- Neoniphon marianus (Cuvier, 1829) - Carajuelo mariano
- Neoniphon opercularis (Valenciennes, 1831) - Candil de aleta negra
- Neoniphon sammara (Forsskål, 1775) - Candil samara